# Griechisch-orthodoxe Metropolis von Austria

Flagge der griechisch-orthodoxen Kirche

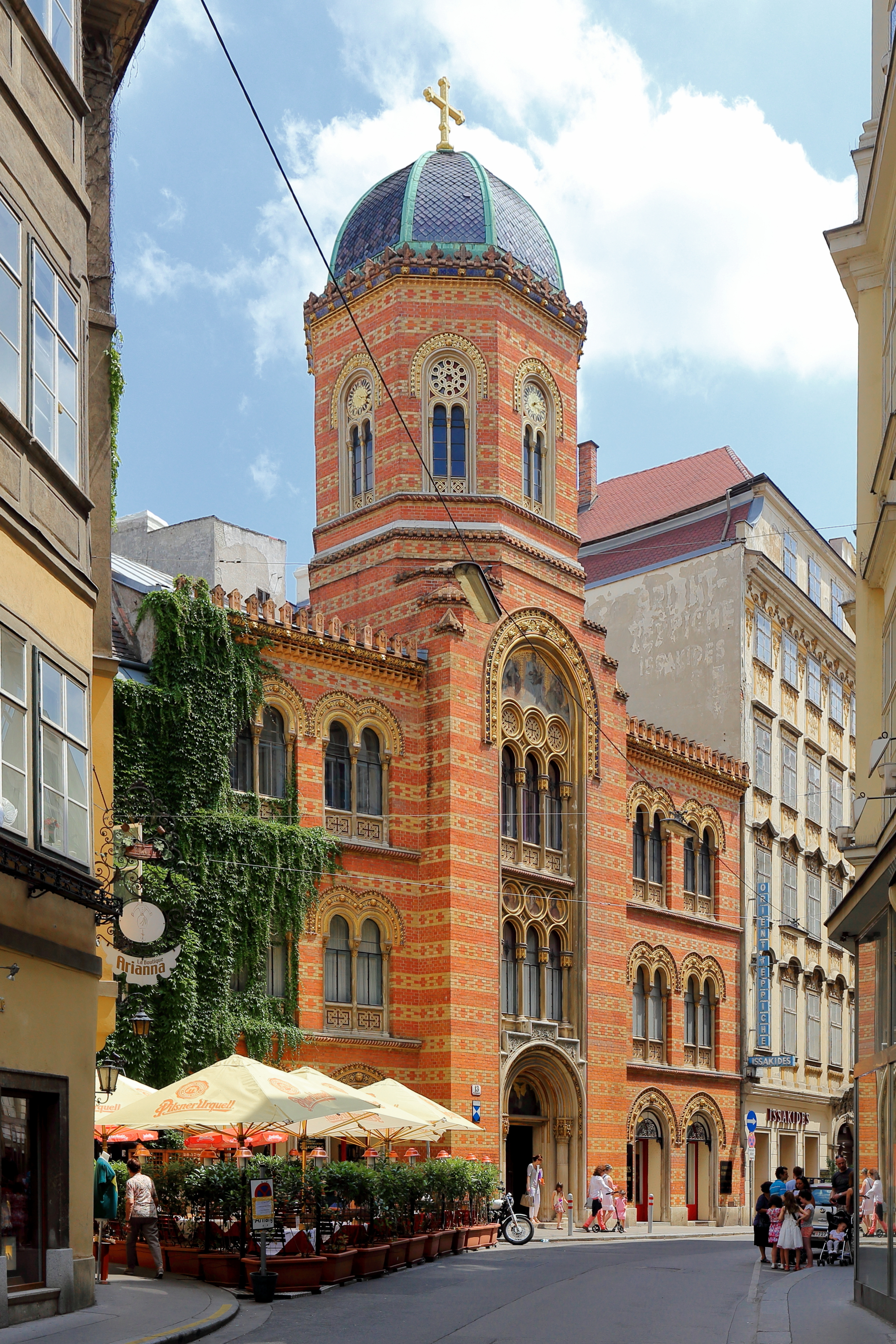
Kathedrale Hl. Dreifaltigkeit in Wien

Die Griechisch-orthodoxe Metropolis von Austria  – Exarchat von Ungarn und Mitteleuropa ist die dem Ökumenischen Patriarchat von Konstantinopel nachgeordnete Diözese für Österreich und Ungarn sowie weitere Länder im östlichen Mitteleuropa. Sitz des Metropoliten ist Wien, Metropolitankathedrale Zur Heiligen Dreifaltigkeit Wien-Innere Stadt. In Österreich ist sie rechtlich ein Teil der Griechisch-orientalischen Kirche in Österreich.

## Geschichte
Kontakt zwischen Österreich und dem byzantinischen Griechentum gab es bereits zur Zeit der Babenberger. So wurden drei byzantinische Prinzessinnen mit österreichischen Herrschern verheiratet, 1148 Theodora Komnena, 1203 Theodora Angela und 1220 Sophia Laskaris. Orthodoxe Christen und Griechisch-orientalische Gemeinden und Bruderschaften gibt es in Wien seit dem 18. Jahrhundert. Kaiser Karl VI. erließ 1723 auf Ansuchen von Prinz Eugen von Savoyen ein Edikt, in dem die Gründung der ersten orthodoxen Kapelle genehmigt wurde. Die griechisch-orientalische Kirchengemeinde zum Hl. Georg in Wien existiert seit 1768. Im Jahre 1776 erneuerte Kaiserin Maria Theresia auf Ansuchen der Bruderschaft zum Hl. Georg die alten Privilegien und gestattete den Umzug der Kapelle in ein neues Gebäude. Die Griechisch-orthodoxe Gemeinde zur Hl. Dreifaltigkeit konnte nach einem Dekret Kaiser Josefs II. 1787 gegründet werden und gleichzeitig erhielt diese Gemeinde die Erlaubnis, die gleichnamige Kirche am Wiener Fleischmarkt zu errichten.
Am 5. Februar 1963 wurde vom Ökumenischen Patriarchen Athinagoras I. im Zuge einer Neuordnung der griechischen Kirchengemeinden in der Diaspora eine eigene Metropolie Austria für Österreich mit Exarchat für das damals kommunistische Ungarn und Mitteleuropa gegründet.
Das sogenannte  „Orthodoxengesetz“ von 1967 räumte der Metropolis von Austria die Stellung einer Körperschaft öffentlichen Rechts ein. Damit wurde die Jurisdiktionsgewalt des Ökumenischen Patriarchats anerkannt und von dem alten staatskirchenrechtlichen Prinzip abgegangen, wonach abgesehen von der römisch-katholischen Kirche kein oberster Jurisdiktionsträger seinen Sitz außerhalb des Staatsgrenzen haben darf.

## Ökumene
Seit Gründung der Stiftung Pro Oriente 1964 herrscht intensiver Kontakt zwischen der römisch-katholischen und der griechisch-orthodoxen Kirche in Österreich. Von 1996 bis 1999 war Metropolit Staikos Vorsitzender des Ökumenischen Rates der Kirchen in Österreich (ÖRKÖ). Im Oktober 2010 wurde unter dessen Vorsitz die Orthodoxe Bischofskonferenz für Österreich begründet.

## Metropoliten
Die bisherigen Metropoliten von Austria waren:
- 1963–1990: Chrysostomos Tsiter
- 1991–2011: Michael Staikos
- seit 2011: Arsenios Kardamakis

## Weihbischöfe der Metropolis
- seit 20. Oktober 2018: [3]: Seine Exzellenz, Bischof von Apameia Paisios (Larentzakis). Zuständig hauptsächlich für die Gemeinden des Exarchats in Ungarn.

- seit 10. November 2024[4][5]: Seine Exzellenz, Bischof von Aristi Maximos (Rudko). Zuständig hauptsächlich für die slawischsprachigen Gemeinden der Metropolis in Österreich.